# Iedera
Iedera è un comune della Romania di 4 033 abitanti, ubicato nel distretto di Dâmbovița, nella regione storica della Muntenia.
Il comune è formato dall'unione di 4 villaggi: Colibași, Cricovu Dulce, Iedera de Jos, Iedera de Sus.